# Genki Haraguchi
Genki Haraguchi (jap. 原口 元気, Haraguchi Genki; * 9. Mai 1991 in Kumagaya) ist ein japanischer Fußballspieler.

## Karriere

### Vereine
Genki Haraguchi trat 2004 der Jugend der Urawa Red Diamonds bei. Sein Pflichtspieldebüt für Urawa gab er am 25. Mai 2008 im japanischen Ligapokal gegen Nagoya Grampus. In der J. League debütierte Haraguchi am 7. März 2009 für die Urawa Red Diamonds gegen die Kashima Antlers.
Zur Saison 2014/15 wechselte Haraguchi in die Bundesliga zu Hertha BSC. Er unterschrieb einen Vertrag bis zum 30. Juni 2018. Sein erstes Pflichtspiel gab er am 23. August 2014 gegen Werder Bremen. Sein erstes Tor für Hertha BSC schoss er im DFB-Pokal gegen den Regionalligisten FC Viktoria Köln. Den ersten Bundesligatreffer erzielte Haraguchi am 14. März 2015, dem 25. Spieltag, beim 2:2-Unentschieden gegen den FC Schalke 04.
Am 23. Januar 2018 wurde seine Vertragslaufzeit bei Hertha BSC um ein Jahr verlängert, gleichzeitig wurde er bis zum Ende der Saison 2017/18 an den Zweitligisten Fortuna Düsseldorf ausgeliehen.
Zur Saison 2018/19 wechselt Haraguchi zu Hannover 96. Er unterschrieb einen Vertrag mit einer Laufzeit bis zum 30. Juni 2021. Mit dem Verein stieg er 2019 aus der ersten Bundesliga ab und spielte die folgenden beiden Spielzeiten in der zweiten Bundesliga.
Zur Saison 2021/22 wechselte Haraguchi ablösefrei zum Bundesligisten 1. FC Union Berlin. Ende Januar 2023 schloss er sich ein halbes Jahr vor Vertragsende dem Ligakonkurrenten VfB Stuttgart an, der ihn mit einem bis zum 30. Juni 2024 datierten Vertrag ausstattete. Nachdem er in der Rückrunde der Saison 2022/23 noch in elf Ligaspielen zum Einsatz gekommen war, spielte er in der folgenden Spielzeit unter Trainer Sebastian Hoeneß kaum noch eine Rolle und verließ den Verein nach Vertragsende im Sommer 2024.

### Nationalmannschaft
Mit der japanischen U-19-Nationalmannschaft nahm Haraguchi an der U-19-Asienmeisterschaft 2008 teil. 2011 wurde Genki Haraguchi in der Qualifikation für die Olympischen Sommerspiele 2012 in London für die U-23-Nationalmannschaft von Japan eingesetzt. Am 7. Oktober 2011 debütierte Haraguchi für die japanische A-Nationalmannschaft in einem Freundschaftsspiel gegen Vietnam.
Haraguchi nahm mit Japan an der Weltmeisterschaft 2018 in Russland teil, er spielte in drei Partien von Beginn an und erzielte im Achtelfinale gegen Belgien die zwischenzeitliche 1:0-Führung. Für die Weltmeisterschaft 2022 in Katar wurde Haraguchi von Japans Nationaltrainer Hajime Moriyasu nicht in den Kader berufen.